# Sovjetunionens herrlandslag i handboll
Sovjetunionen herrlandslag i handboll var Sovjetunionens handbollslandslag för herrar fram till 1991. Det var ett av Europas mest framgångsrika landslag, med flera framgångar i VM, EM och OS.

## Kända spelare (urval)
- Valerij Gopin
- Mychajlo Isjtjenko
- Aljaksandr Karsjakevitj
- Andrej Lavrov
- Vladimir Maksimov
- Aleksandr Tutjkin

## Landslagets efterföljare
Sovjetunionens fall och sovjetrepublikernas självständighet har skapat följande landslag. 
| European Handball Federation - Armenien - Azerbajdzjan - Georgien - Vitryssland - Estland - Lettland - Litauen - Ryssland - Ukraina - Moldavien | Asian Handball Federation - Kazakstan - Kirgizistan - Tadzjikistan - Turkmenistan - Uzbekistan |